# George Edward Moore
George Edward Moore (4 de noviembre de 1873, Upper Norwood, Londres - 24 de octubre de 1958, Cambridge) fue un filósofo británico, profesor de filosofía en la Universidad de Cambridge.
Moore odiaba su nombre de pila, George Edward, y jamás lo usó, firmando sus artículos con las iniciales "G.E.". Sus colegas y allegados lo llamaban simplemente "Moore", mientras que su mujer lo llamaba "Bill". 
Moore forma parte de la "trinidad" de filósofos miembros del Trinity College Cambridge (los otros dos fueron Bertrand Russell y Ludwig Wittgenstein) que convirtieron esta universidad en uno de los centros de lo que hoy en día se conoce como filosofía analítica. Moore es conocido por su defensa del realismo filosófico y del sentido común en la ética, epistemología y la metafísica.
Moore estudió en el Trinity College de la Universidad de Cambridge. Aunque inicialmente estudiante de clásicos, Bertrand Russell, que era compañero suyo, le animó a estudiar filosofía bajo la supervisión de Henry Sidgwick y John McTaggart. Tras graduarse en 1896, Moore dedicó dos años a preparar una disertación con la que fue elegido fellow del Trinity College en 1898. Al expirar su fellowship en 1904, Moore vivió unos años de una herencia familiar hasta que en 1911 fue nombrado profesor en Cambridge y comenzó a enseñar en Cambridge, retirándose en 1939. Murió el 24 de octubre de 1958 en Cambridge.
Su obra principal, Principia Ethica (1903), en la que sostenía que las afirmaciones morales no pueden derivarse de declaraciones de hechos, fue altamente influyente en el Círculo de Bloomsbury y estableció su reputación como filósofo. Fue elegido miembro de la Academia Británica en 1918.

## Biografía
Moore nació en Upper Norwood, Croydon, Londres, el 4 de noviembre de 1873, tercero de los siete hijos del Dr. Daniel Moore y Henrietta Sturge. Su abuelo fue el también médico George Moore. Su hermano mayor fue Thomas Sturge Moore, poeta, escritor y grabador.
Fue educado en Dulwich College y en 1892, fue a Trinity College, Cambridge para estudiar lenguas clásicas. Bertrand Russell, coetáneo suyo, lo animó a cambiar a las ciencias morales, que estudió bajo la supervisión del filósofo utilitarista Henry Sidgwick y del filósofo idealista John McTaggart. Moore siempre se sintió intimidado por Sidgwick, y sus primeros trabajos en ética fueron encaminados a reformular y refutar los principios éticos de Sidgwick bajo una luz más idealista inspirada por McTaggart. 
Tras graduarse en 1896, preparó la correspondiente disertación para poder ser elegido fellow de Trinity en 1898. Este primer fellowship, que no conllevaba carga lectiva, le permitió dedicarse de lleno a escribir y en 1903 publicó su obra más importante, Principia Ethica. En 1904, al expirar su fellowship, Trinity no le ofreció plaza docente alguna y Moore abandonó Cambridge. Vivió los siguientes 7 años en Edimburgo de una herencia y se dedicó a escribir filosofía, revisando sus ideas sobre ética. En 1911, Trinity le ofreció un puesto permanente de profesor de ciencias morales y Moore volvió a Cambridge, donde vivió el resto de su vida. En 1918 fue elegido miembro de la Academia Británica, fue presidente de la Aristotelian Society de 1918-19, y en 1921 se convirtió en el editor de la revista Mind. En 1925 consiguió la cátedra de filosofía y lógica mental de la Universidad de Cambridge, que ostentó hasta su jubilación en 1939, aunque continuó activo como fellow de Trinity hasta su fallecimiento en 1958.
Moore es conocido por su defensa del antinaturalismo ético, su énfasis en el sentido común en el método filosófico y la paradoja que lleva su nombre. Fue admirado e influyente entre otros filósofos, y también por el Grupo Bloomsbury, pero es (a diferencia de su amigo Russell) mayormente desconocido hoy fuera de la filosofía académica. Los ensayos de Moore son conocidos por su estilo de escritura claro y circunspecto, y por su enfoque metódico y paciente a los problemas filosóficos. Era crítico de la filosofía moderna por su falta de progreso, que creía que estaba en marcado contraste con los avances dramáticos en las ciencias naturales desde el Renacimiento. Entre las obras más famosas de Moore están su libro Principia Ethica, y sus ensayos, "La refutación del idealismo", "Defensa del sentido común" y "Una prueba del mundo exterior".
Paul Levy afirma en Moore: GE Moore y los Apóstoles de Cambridge (1979) que Moore era un miembro importante de los Apóstoles de Cambridge.
Moore murió el 24 de octubre de 1958; fue incinerado en el crematorio de Cambridge el 28 de octubre de 1958 y sus cenizas enterradas en el cementerio de la parroquia de la Ascensión en Cambridge; su esposa, Dorothy Ely (1892-1977) fue enterrada allí. Juntos tuvieron dos hijos, el poeta Nicholas Moore y el compositor Timothy Moore.

## Pensamiento

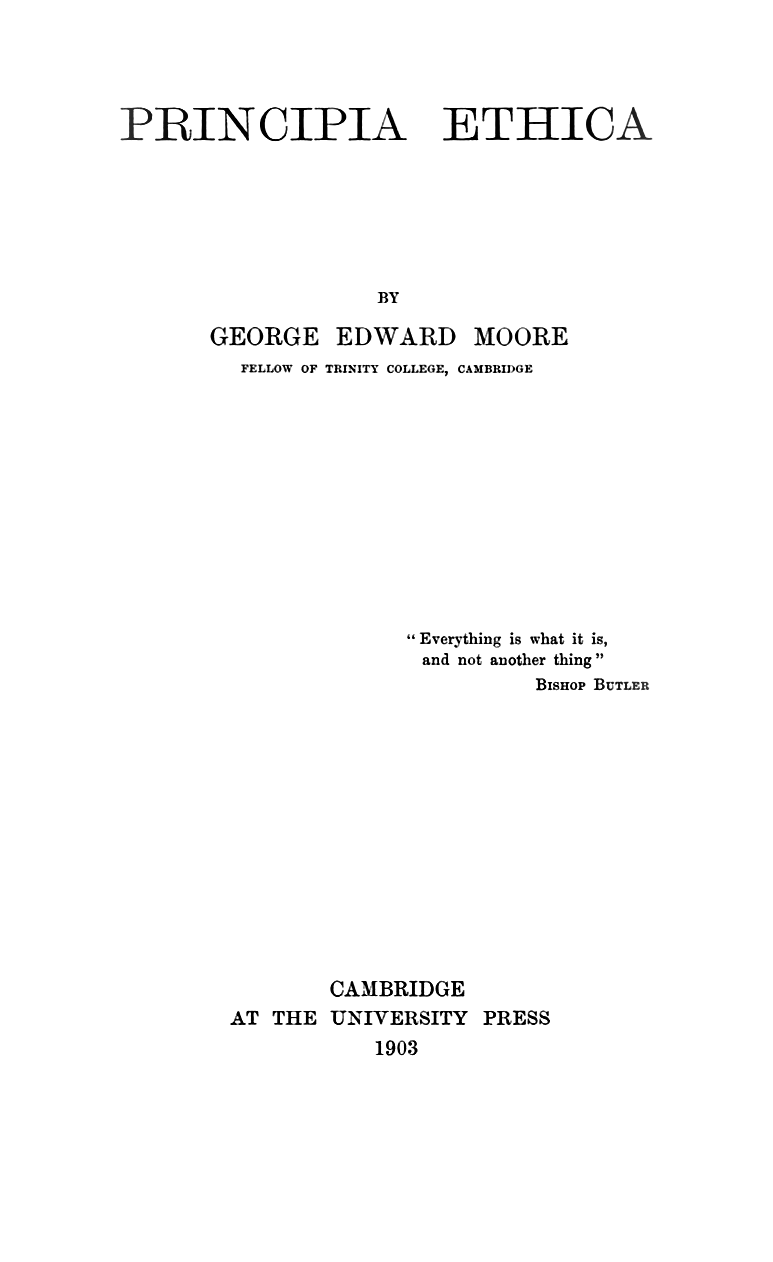
Principia Ethica de 1903.

La filosofía de Moore, era en esencia una actividad por partida doble. En primer lugar, implica análisis, es decir, el intento de clarificar las proposiciones enigmáticas, o conceptos, mediante apuntes de proposiciones menos enigmáticas o conceptos que debían ser equivalentes, según la lógica, a los originales.
Moore defendió un acercamiento del "sentido común" a las cuestiones del conocimiento.

### Lógica y Realismo
Moore impulsó la filosofía analítica siendo lo más claro posible en sus escritos, usando un "análisis conceptual" y lanzando un ataque al idealismo, pensamiento dominante en la mayoría de universidades, especialmente en Francia y Alemania, representantes de la filosofía continental.
Moore estaba perplejo, por ejemplo, ante la afirmación de algunos filósofos de que el tiempo es irreal. Al analizar esta declaración, mantenía que la proposición el “tiempo es irreal “era por lógica equivalente a “no hay hechos temporales” (“Leí el artículo ayer” es un ejemplo de un hecho temporal). Una vez clasificado el sentido de asentar una afirmación que contiene el concepto problemático, el segundo cometido es determinar si existen o no las razones justificativas para aceptar esta afirmación. La atención diligente de Moore al análisis conceptual como un medio de conseguir claridad le situó como uno de los fundadores del énfasis contemporáneo analítico y lingüístico en la filosofía.
Algunos de los ensayos de Moore, como La refutación del Idealismo (1903), contribuyeron al desarrollo del realismo filosófico moderno contra el idealismo. Aunque era empirista, rechazaba profundamente el escepticismo que a menudo lo acompañaba y defendía en cambio el "sentido común". En su ensayo Defensa del sentido común (1903) intenta refutar el escepticismo absoluto (o nihilismo) argumentando que al menos algunas de nuestras creencias establecidas - hechos - sobre el mundo son absolutamente ciertas. En Prueba de un mundo externo (1939) sostenía que proposiciones tales como la existencia del mundo externo eran directamente observables y así dijo célebremente que esta se demostraba levantando las manos. Estas creencias son "de sentido común".

### Intuicionismo ético
La obra más famosa de Moore, Principia Ethica (Principios éticos) (1903), se relaciona con su afirmación de que el concepto de lo bueno se refiere a una cualidad sencilla, indefinible e imposible de analizar respecto a las cosas y situaciones concretas.
Moore sostiene que todas las teorías naturalistas de la moral son falsas, ya que caen en la falacia naturalista. El argumento de Moore para la indefinibilidad de lo bueno se denomina el argumento de la pregunta abierta, donde concluye que al definir lo que es bueno en términos naturales o sobrenaturales cae en preguntas abiertas y objeciones.
Lo bueno es una condición no natural, porque se aprehende no por el sentido de la experiencia sino por un tipo de intuición moral. La bondad es evidente, sin duda, razonaba Moore, en aquellas experiencias como la amistad y el placer estético. Los conceptos morales de derecho y deber son entonces examinados en términos de producir todo aquello que posea bondad. Esto le hizo muy popular entre el círculo de escritores Bloomsbury.
Moore también escribió Ética (1912), Estudios filosóficos (1922) y Documentos filosóficos (1959), y desde 1921 hasta 1947 editó Mind, un destacado periódico filosófico británico.

## Obras

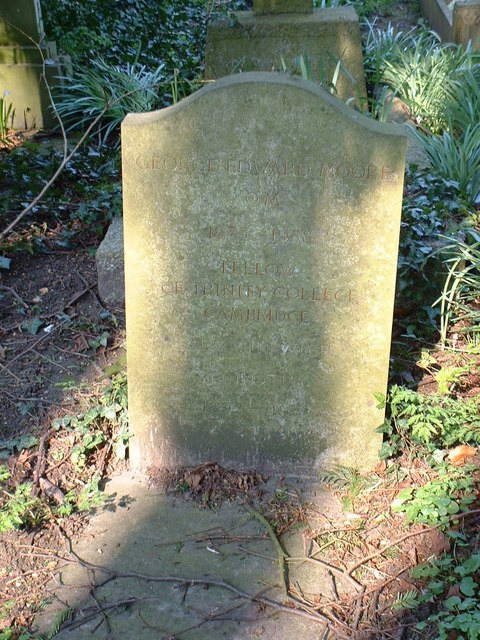
Tumba del filósofo G.E. Moore, en Ascension Parish Burial Ground

- G. E. Moore, "The Nature of Judgment" (1899)
- G. E. Moore, Principia Ethica Archivado el 12 de abril de 2021 en Wayback Machine. (1903)
- G. E. Moore, "Review of Franz Brentano's The Origin of the Knowledge of Right and Wrong" (1903)
- G. E. Moore, "The Refutation of Idealism" (1903)
- G. E. Moore, "The Nature and Reality of the Objects of Perception" (1905–6)
- G. E. Moore, Ethics (1912)
- G. E. Moore, "Some Judgments of Perception" (1918)
- G. E. Moore, Philosophical Studies (1922) [papers published 1903–21]
  - G. E. Moore, "The Conception of Intrinsic Value"
  - G. E. Moore, "The Nature of Moral Philosophy"
- G. E. Moore, "Are the Characteristics of Things Universal or Particular?" (1923)
- G. E. Moore, "A Defence of Common Sense" (1925)
- G. E. Moore and F. P. Ramsey, Facts and Proposition (Symposium) (1927)
- G. E. Moore, Some Main Problems of Philosophy (1953) [lectures delivered 1910–11]
  - G. E. Moore, Ch. 3, "Propositions"
- G. E. Moore, Philosophical Papers (1959)
  - G. E. Moore, Ch. 7: "Proof of an External World"
- "Margin Notes by G. E. Moore on The Works of Thomas Reid (1849: With Notes by Sir William Hamilton)".
- G. E. Moore, The Early Essays, edited by Tom Regan, Temple University Press (1986).
- G.E. Moore, The Elements of Ethics, edited and with an introduction by Tom Regan, Temple University Press, (1991).
- G. E. Moore, On Defining "Good," in Analytic Philosophy: Classic Readings, Stamford, CT: Wadsworth, 2002, pp. 1–10. ISBN 0-534-51277-1.